# خزعة التوضيع التجسيمي
خزعة التَّوضيعِ التَّجْسِيْمِي (Stereotactic biopsy)، ويُطلق عليها أيضًا خزعة بالتوضيع التجسيمي (stereotactic core biopsy)، هي عبارة عن إجراء خزعة باستخدام الحاسوب والتصوير الإشعاعي ويتم إجراؤها في مستويين على الأقل لتحديد موضع الآفة المستهدفة (مثل الورم أوالتكلسات الصغيرة (microcalcifications) في الثدي) وفي مساحة ثلاثية الأبعاد وتوضيح استئصال النسيج من خلال الفحص الذي يقوم به اِخْتِصاصِيُّ الباثولوجيا (pathologist) تحت المجهر. وتستخدم خزعة التوضيع التجسيمي مبدأ التزيّح (parallax) الأساسي لتحديد عمق أو «البُعد العمقي» (Z-dimension) للآفة المستهدفة.
جدير بالذكر أن خزعة التوضيع التجسيمي يستخدمها إلى حد بعيد اختصاصيو الأشعة المتخصصون في عمل أشعة على الثدي لأخذ عينات من أنسجة تحتوي على تكلُّسات صغيرة والتي قد تكون علامة مبكرة للإصابة بسرطان الثدي.

## وصلات خارجية
- Stereotactic biopsy مادة في المجال العام لقاموس المعهد القومي للأورام الخاص بمصطلحات السرطان (NCI Dictionary of Cancer Terms)